# LIGHTNING (lynch.の曲)
「LIGHTNING」（ライトニング）は、lynch.のメジャー2枚目のシングルである。2012年10月24日にキングレコードから発売された。

## 収録曲
1. LIGHTNING
2. THE MORNING GLOW